# Gültepe, Tutak
Gültepe là một xã thuộc huyện Tutak, tỉnh Ağrı, Thổ Nhĩ Kỳ. Dân số thời điểm năm 2011 là 139 người.